# Стойлешть (комуна)
Стойлешть, Стойлешті (рум. Stoilești) — комуна у повіті Вилча в Румунії. До складу комуни входять такі села (дані про населення за 2002 рік):
- Ізвору-Рече (352 особи)
- Баломіряса (206 осіб)
- Бирсою (676 осіб)
- Буладжей (245 осіб)
- Вледулешть (495 осіб)
- Гіобешть (194 особи)
- Делурень (122 особи)
- Джамена (499 осіб)
- Джурою (115 осіб)
- Малу (150 осіб)
- Нецешть (127 осіб)
- Ободжень (206 осіб)
- Стенешть (446 осіб)
- Стойлешть (193 особи)
- Урші (356 осіб)

Комуна розташована на відстані 145 км на захід від Бухареста, 23 км на південь від Римніку-Вилчі, 77 км на північний схід від Крайови, 128 км на південний захід від Брашова.

## Населення
За даними перепису населення 2002 року у комуні проживали 4382 особи. Усі жителі комуни рідною мовою назвали румунську.
Національний склад населення комуни:
| Національність | Кількість осіб | Відсоток |
| -------------- | -------------- | -------- |
| румуни         | 4381           | > 99,9%  |
| угорці         | 1              | < 0,1%   |

Склад населення комуни за віросповіданням:
| Релігія       | Кількість осіб | Відсоток |
| ------------- | -------------- | -------- |
| православні   | 4380           | > 99,9%  |
| римо-католики | 1              | < 0,1%   |
| атеїсти       | 1              | < 0,1%   |